# Julie Mayer
Julie Alexandra Mayer dite Julie Mayer est le nom d'un personnage fictif du feuilleton Desperate Housewives, joué par Andrea Bowen.

## Histoire du personnage
Julie est la fille  aînée de Susan Mayer (dessinatrice) et de Karl Mayer (avocat), la demi-sœur de M.J Delfino et de Evan Mayer et la mère de Sophie Lynette Scavo (fille avec Porter). Elle donne l'image d'une adolescente-modèle: elle est très intelligente, a de très bons résultats scolaires, est douée pour le chant, serviable avec les autres résidents de Wisteria Lane. Dans la saison 1, elle entretient une relation avec Zach Young, le fils de Paul Young et de Mary-Alice et dans la saison 3, elle entretient une relation un peu plus sérieuse avec Austin, le neveu d'Edie Britt car elle lui a donné sa virginité, ce qu'elle a regretté après avoir su que son premier amour la trompait déjà avec Danielle Van de Kamp.

### Saisons 1 et 2
Épisode: 1 à 23 (saison 1)
Épisode: 1 à 24 (saison 2) 
Après le divorce de ses parents, elle aide sa mère à se sentir mieux, puis, par la suite, dans ses problèmes amoureux. Julie sort également dans la première saison avec Zach Young, avec qui elle finit par rompre, le trouvant trop perturbant, et Susan le jugeant réellement dangereux.. Quand Susan veut se remarier avec Karl pour son assurance, Julie annonça qu'elle ne supportera pas un autre divorce éventuel et se montre parfois plus mature que sa mère, en répliquant d'un ton ironique à ses propos. Dans la saison 2, à la désapprobation de sa mère, Julie se rapproche d'Edie Britt, puisque celle-ci a une relation avec son père Karl Mayer.

### Saisons 3 et 4
Épisode: 1 à 23 (saison 3)
Épisode: 1 à 17 (saison 4)
Au début de la troisième saison, Julie, fait la connaissance d'Austin McCann, le neveu d'Edie Britt. Ils se voient quelques jours après, au mariage de Bree et d'Orson. Un jour, Austin arrive avec un bouquet de fleurs pour lui demander de l'aider à faire son devoir sur Shakespeare et son amie Sarah, tombe immédiatement sous son charme. Lorsqu'il vient chez elle, il raconte son histoire et Julie, touchée, écrit alors son devoir. Le soir, elle aperçoit Austin et Sarah dans une voiture alors qu'ils ont une relation sexuelle, et Julie blessée, va changer les phrases du devoir d'Austin. Quelques jours plus tard, il lui rend visite pour lui faire remarquer qu'il a eu D- et Julie se fâche.   Lorsque Susan est partie avec Ian à la montagne, Julie fait une maquette pour le grand prix de physique, il y a une coupure de courant. Elle sonne chez Edie qui est absente mais c'est Austin qui lui ouvre, il l'aide alors à rétablir l'électricité. Edie intervient et met alors Julie en garde en lui disant qu'Austin n'est pas la meilleure personne à fréquenter pour elle, mais la jeune fille l'ignore en niant son attirance pour Austin. Lors de la prise d'otages par Carolyn Bigsby au supermarché, Julie et Austin se trouvent enfermés ensemble dans le magasin à cause de la bouteille de whisky qu'a mis Austin dans son sac à dos, ce qui renforce grandement leurs liens. Les deux jeunes gens commencent à sortir ensemble, malgré la réticence de Susan, qui craint que ça n'aille trop loin. Et en effet, Julie prend la décision d'avoir des rapports sexuels avec Austin. Après lui avoir donné sa virginité, elle part demander à Edie si elle peut lui fournir l'autorisation d'avoir des pilules contraceptives car elle n'est pas majeure, il faut une autorisation auprès de la pharmacie. Alors que Susan et Gabrielle parlent de cette histoire et sèment le doute à Susan qui était rassurée par Julie qui lui a affirmé qu'elle n'était pas passée à l'acte avec Austin et elle finisse par fouiller dans sa chambre pour trouver son journal intime, Gabrielle lui demande pourquoi elle utilise encore un magnétoscope et lorsqu'elle tire la cassette du magnétoscope et qu'elle ouvre la cassette, elle trouve les pilules. Elle se dirige vers la maison d'Edie et surprend une adolescente avec Austin (elle croit d'abord que c'est sa fille) qui n'est autre que Danielle Van de Kamp. Elle lui apprend et Julie s'effondre et le quitte sur-le-champ. Lorsqu'elle lave la voiture de sa mère au nettoyeur, Austin entre dans la voiture pour s'excuser et lui laisser une lettre mais Julie, apparemment en colère, lui demande de descendre au lavage à chaud sinon elle ne lira pas cette lettre. Elle la lit et touchée, elle accepte de lui donner une seconde chance et lui avoue même qu'elle a pleuré en lisant son mot, Plus tard, Danielle est enceinte d'Austin, ce qui est caché à Julie. D'ailleurs, le beau-père de Danielle, Orson Hodge, force Austin à quitter la ville (au grand dam de Julie).

### Saison 5
Julie partant à l'université à la fin de la saison 4, on ne la voit plus que très rarement.
Dans la saison 5, lorsqu'elle revient voir sa mère pour lui présenter son petit ami, on apprend que celui-ci est, à défaut d'un camarade de la faculté, un de ses professeurs, un homme de 40 ans qui a déjà eu précédemment trois épouses -ce qui répugne Susan- et qui veut la demander en mariage mais Julie refuse et dit qu'elle ne se mariera jamais, car avec l'exemple de sa mère, elle a une mauvaise image du mariage et ne voit pas à quoi ça sert de s'engager. Susan alors essaye de la raisonner en lui disant que malgré tout ce qui a pu lui arriver, elle croit encore au mariage heureux, et qu'elle veut que sa fille y croit aussi. On suppose qu'elle a rompu avec lui.

### Saison 6
Dès le premier épisode de la saison, Julie est étranglée alors qu'elle sortait les poubelles. Le mystère plane autour de l'identité de son agresseur alors qu'elle est plongée dans le coma. Pendant cette période, Susan se rendra compte que sa fille a profondément changé, en apprenant qu'elle avait une liaison avec un homme marié, et qu'elle avait arrêté ses études de médecine pour prendre un boulot de serveuse. Au réveil de Julie, Susan se précipitera près d'elle mais ne pourra s'empêcher de lui révéler ce qu'elle sait, espérant obtenir de Julie des indices concernant l'identité de la personne qui l'a attaquée, mais Julie refusera de lui parler de l'homme qu'elle fréquentait, assurera avoir mis fin à cette liaison et demandera finalement à sa mère de quitter sa chambre. Elle entretient une forte amitié avec Ana Solis (nièce de Gabrielle) et on apprend aussi que Danny Bolen (fils des nouveaux arrivants) est « amoureux » d'elle ce qui le rendra suspect de l'agression, mais Julie ne ressent rien et ils restent malgré ça très proches. Plus tard, nous apprenons alors que l'homme marié en question n'est autre que Nick Bolen, le père de famille des nouveaux venus à Wisteria Lane.
L'agresseur n'est autre qu'Eddie Orlofsky qui, au moment de l'agression alors que Julie sortait les poubelles, la prit pour Susan. Dans un des épisodes, elle dit à Danny Bolen qu'elle va rendre visite à ses cousins jusqu'à ce qu'il retrouve le meurtrier.

### Saison 7
Julie vient rendre visite à sa mère lorsque celle-ci est à l'hôpital à cause de son rein endommagé. Elle propose immédiatement d'être le donneur mais la mère de Susan évite le sujet car elle a un cancer. On apprend finalement que Julie n'est pas compatible.

### Saison 8
Dans la saison 8, Julie apparaît à partir de l'épisode 13. On apprend qu'elle est enceinte d'une petite fille de 6 mois, mais elle décide de ne pas dire à sa mère qui est le père de l'enfant. Celle-ci décide de faire adopter le bébé à sa naissance, ce que Susan n'approuve pas. Lors de la dispute qui s'ensuit, Julie déballe tout ce qu'elle sur le cœur: elle en veut à sa mère de ne pas avoir été une maman ordinaire. C'était plutôt elle la mère et elle devait prendre soin d'elle lorsqu'elle déprimait trop après s'être fait quitter par son mari. 
Déterminée à garder le bébé, Susan fait tout pour qu'il ne soit pas adopté (elle raconte des choses affreuses à des familles intéressées, tente d'émouvoir Julie…) mais très vite Julie perd patience. Par la suite, Susan tente de retrouver le père du bébé et apprend dans l'épisode 14 que c'est Porter Scavo, le fils de Lynette. Mais ce dernier veut également garder le bébé. Mais Lynette (après l'avoir appris de façon brutale) pense qu'il n'est pas capable d'élever un enfant. Porter appelle un avocat pour pouvoir garder le bébé, ce qui rend Julie folle de rage contre sa mère. 
Elle réapparait dans l'épisode 17, lors de l'enterrement de Mike Delfino, et soutient par la suite sa mère autant qu'elle peut. Dans l'épisode 18, Julie est toujours à la maison. Mais M.J., inconsolable, ne fait que des bêtises et frôle la limite de l'insulte. Susan, totalement désemparée; ne fait rien pour qu'M.J arrête. C'est donc Julie qui le gronde à plusieurs reprises pour son comportement.
Dans l'épisode 19, Lee apprend que Mike avait une sœur handicapée, Laura. Grâce à une boite, Mike cachait les chèques qu'il lui envoyait tous les mois. Susan se demande alors pourquoi Mike lui avait caché une chose aussi importante. Julie apprend alors que Mike gardait en fait le secret de la mère de Laura et Mike, qui a abandonné sa fille et l'a laissée à Mike. Susan, choquée par la nouvelle, se demande comment on peut abandonner ainsi sa fille. Julie se met alors à pleurer et se rend compte que donner son bébé n'était pas une bonne chose. Elle décide alors de garder sa fille. Puis Susan, attristée par les souvenirs de Mike et réalisant que Porter ne sera pas un bon père tout de suite, décide de déménager avec elle et de l'aider à élever le bébé. Julie perd les eaux dans une limousine qui transporte Renée à son mariage avec Ben. Susan utilise cette limousine pour la conduire à l'hôpital, laissant Renée se rendre à pied à son mariage avec Gaby. 
Elle accouche au même moment où Karen meurt. Après la naissance de sa fille, elle quitte Wisteria Lane dans les dernières minutes de la série avec Susan, MJ et sa fille Sophie.

## Apparition
| Saison | Épisode         | Nombres d'épisode dans la saison |
| ------ | --------------- | -------------------------------- |
| 1      | 1 à 23          | 23                               |
| 2      | 1 à 24          | 24                               |
| 3      | 1 à 23          | 23                               |
| 4      | 1 à 17          | 17                               |
| 5      | Épisode 8       | 24                               |
| 6      | 1 à 12          | 23                               |
| 7      | Épisode 12      | 23                               |
| 8      | Épisode 13 à 23 | 23                               |

## Apparence
Dans la première saison Julie a 13 à 14 ans, ses cheveux lui arrivent au niveau de la poitrine et sont châtain foncé, ses yeux sont marron. De même dans la deuxième saison. Dans la troisième saison, elle s'est fait teindre en blonde, même si sa mère est contre et n'apprécie pas. Dans la 5e, elle devient roux mais plus clair et dans la 6e, elle est châtain plus foncé avec des reflets roux. Dans la septième saison Julie Mayer a entre 24 et 25 ans. Durant une partie de la saison 7, Julie a les cheveux blond qui lui arrivent aux épaules. Dans la saison 8, elle a la même couleur de cheveux, ses cheveux lui arrivent à la poitrine.
| Saison | Couleur de cheveux | Longueur               | Âge    |
| ------ | ------------------ | ---------------------- | ------ |
| 1      | Châtain foncé      | À la poitrine          | 14 ans |
| 2      | Châtain foncé      | À la poitrine          | 15 ans |
| 3      | Blond              | À la poitrine          | 16 ans |
| 4      | Blond              | Jusqu'à la poitrine    | 17 ans |
| 5      | Blond              | En dessous des épaules | 22 ans |
| 6      | Roux               | À la poitrine          | 23 ans |
| 7      | Blond              | Aux épaules            | 24 ans |
| 8      | Blond              | À la poitrine          | 25 ans |

Note: Dans la saison 6, le personnage de Julie est rousse uniquement pour des raisons scénaristiques. Comme on le voit dans la saison 6, Susan doit la confondre avec Bree (qui est également rousse).

## Style vestimentaire
Julie a un style plutôt normal et un peu girly. Au début de la série (saison 1 et 2), elle met principalement des sweats ou des chemises avec un jeans ou des leggings et des baskets. Elle met des baskets, beaucoup de marcels flashys assez échancrés ainsi que de longues jupes fluides ou des plus courtes droites à motifs dans la saison 3. A la saison 4, elle se met à porter des nombreuses tuniques florales ou débardeurs dans les tons verts ou jaunes.